# 富士通エフ・アイ・ピー
富士通エフ・アイ・ピー株式会社（ふじつうエフアイピー、英: FUJITSU FIP CORPORATION）は、かつて存在した富士通グループのシステムインテグレーター（メーカー系）。

## 概要
富士通グループにおいて流通やヘルスケア、自治体分野などに強みを持ち、各種サービス事業を展開していた。かつてはデータセンターサービス事業も展開していたが、2019年4月に会社分割により親会社の富士通へ承継した。
2020年10月に富士通グループの再編により富士通マーケティング（10月1日付で富士通Japanへ商号変更）へ吸収合併された。

## 沿革
- 1963年4月 - 富士通の全額出資によりファコム株式会社を設立。
- 1966年11月 - 商号を富士通ファコム株式会社に変更。
- 1976年
  - 04月 - 株式会社福岡ファコムセンタ（後の富士通エフ・アイ・ピー九州）を設立。
  - 11月 - 株式会社都築ファコムセンタ（後のティー・エフ・シー）の株式取得、経営参加。
- 1977年11月 - 富士通により株式会社エフ・アイ・ピーを設立（本社：東京都港区）。
- 1978年1月 - 富士通ファコム株式会社の営業を継承。
- 1979年7月 - 株式会社エフ・ディ・シー（現・富士通データセンターサービス）を設立。
- 1980年
  - 9月 - 株式会社福島ファコムセンタ（現・エフコム）を設立。
  - 11月 - 商号を富士通エフ・アイ・ピー株式会社に変更。
- 1981年12月 - 株式会社鹿児島ファコムセンタ（後の富士通エフ・アイ・ピー九州）を設立。
- 1982年7月 - 富士通からTSS事業の営業を継承。
- 1989年12月 - 川崎市にセンタ（第一ビル）竣工、東京センタ開設。
- 1992年4月 - 川崎市にアウトソーシング専用センタ（第二ビル）が竣工。
- 1995年3月 - 特定システムオペレーション企業等認定。
- 1996年11月 - エフ・ディ・シーを100%子会社化。
- 1997年7月 - 本社を東京都江東区の東京臨海副都心に移転。
- 2000年6月 - ビジネスオペレーションセンタ開設。
- 2002年
  - 6月 - 横浜センタ開設。
  - 9月 - 株式会社平和情報センター（後の富士通エフ・アイ・ピー・システムズ）を100%子会社化。
- 2003年
  - 5月 - 長野アウトソーシングセンタ開設。
  - 8月 - 北海道アウトソーシングセンタ開設。
- 2004年
  - 1月 - 九州アウトソーシングセンタ開設。
  - 7月 - 東北アウトソーシングセンタ開設。
- 2006年
  - 5月 - 横浜センタ二期ビル開設。
  - 12月 - 100%子会社の株式会社鹿児島ファコムセンタ、および株式会社福岡ファコムセンタが合併し、富士通エフ・アイ・ピー九州株式会社が発足[4]。
- 2007年
  - 2月 - BPOセンタ開設。
  - 3月 - 中四国アウトソーシングセンタ開設。
  - 7月 - 株式会社ティー・エフ・シー（後の富士通エフ・アイ・ピー・システムズ）を100%子会社化。
  - 10月 - 大阪BPOセンタ開設。
- 2009年12月 - 中部新センタ開設。
- 2010年
  - 2月 - 100%子会社の株式会社平和情報センター、および株式会社ティー・エフ・シーが合併し、富士通エフ・アイ・ピー・システムズ株式会社が発足[5]。
  - 12月 - 横浜データセンター開設。
- 2013年4月 - 大阪データセンター（第二ビル。現・大阪千里データセンター（第二センター））開設。
- 2014年11月 - ソリューションサービスグループが「マネジメントシステム統合プログラム」の最高レベル「プレミアム・ステージ」の証明書を日本初取得[6]。
- 2015年5月 - 横浜市に横浜データセンター二期ビル竣工・開設。
- 2016年5月 - 本社を東京都港区の芝浦に移転。
- 2019年4月 - データセンターサービス事業を会社分割により富士通へ承継[3]。
- 2020年10月 - 株式会社富士通マーケティング（同日付で富士通Japanに商号変更）へ吸収合併され解散[1]。

## 主要事業所
- 本社 - 東京都港区
- 沖電線ビル - 神奈川県川崎市中原区
- 北海道支社 - 北海道札幌市中央区
- 東北支社 - 宮城県仙台市青葉区
- 関東支社 - 埼玉県さいたま市大宮区
- 長野支社 - 長野県長野市
- 中部支社 - 愛知県名古屋市熱田区
- 関西支社 - 大阪府大阪市北区
- 中四国支社 - 広島県広島市中区
- 九州支社 - 福岡県福岡市博多区

## 企業認定
- システム監査企業台帳（経済産業省）
- 情報セキュリティ監査企業台帳（経済産業省）
- IMS（統合マネジメントシステム）運用証明書取得（日本品質保証機構）
- ITサービスマネジメントシステム「ISO/IEC20000」認証（日本品質保証機構）
- 情報セキュリティマネジメントシステム「ISO/IEC27001」認証（日本品質保証機構）
- 品質保証規格「ISO9001」認証（日本品質保証機構）
- 事業継続マネジメントシステム「ISO22301」認証（日本品質保証機構）
- 「プライバシーマーク」認証（日本情報処理開発協会）
- 環境マネジメントシステム規格「ISO14001」認証（日本環境認証機構）
- 次世代認定マーク「くるみん」（厚生労働省）

## グループ会社
- 富士通エフ・アイ・ピー・システムズ株式会社（現・富士通Japanソリューションズ東京）
- 富士通エフ・アイ・ピー九州株式会社（現・富士通Japanソリューションズ九州）
- 株式会社エフコムホールディングス